# Volvo FM
Volvo FM — сімейство вантажних автомобілів з дозволеною повною масою від 18,0 до 50,0 т, що прийшло на заміну автомобілям Volvo FL7, 10, 12.

## Перше покоління (1998-2001)

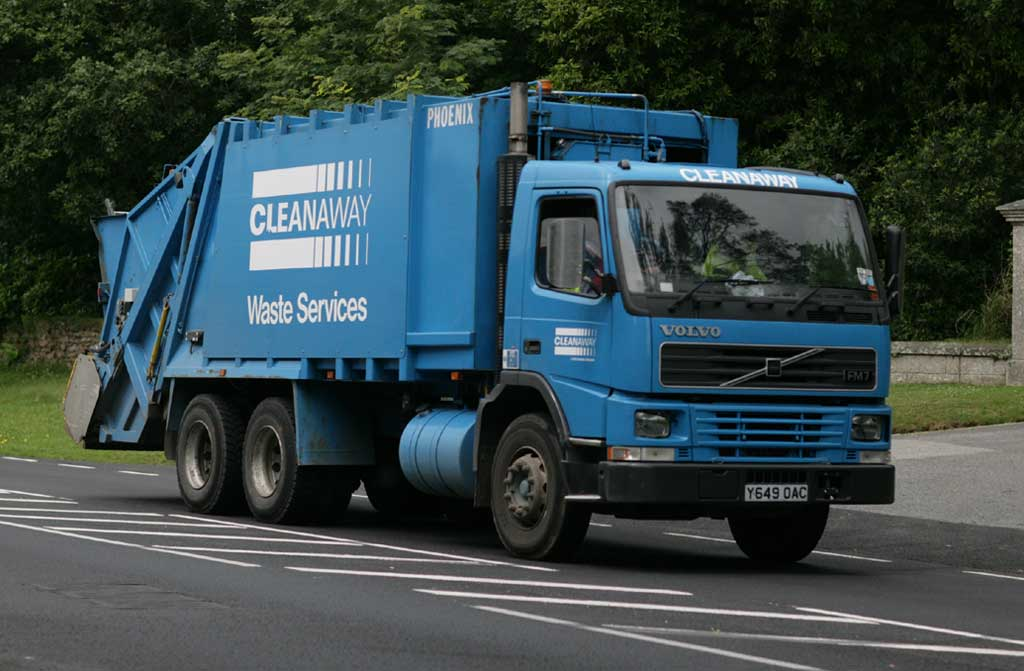
Volvo FM7

Двигуни і ходова частина були отримані з Volvo FH першого покоління. Кабіна від Volvo FL. Інтер'єр, в тому числі панелі взяті від Volvo FH і Volvo NH. Дана серія включає FM7, FM10 і FM12, комплектується механічною або автоматичною коробкою передач, доступні наступні приводні конфігурації: 4x2, 6x4, 8x2, 8x4 і 6х6 lkz будівельних і важких робіт.

### Двигуни
- D7C 7,3 л 250-290 к.с.
- D10B 9,6 л 320-360 к.с.
- D12C 12,1 л 380-420 к.с.

## Друге покоління (2001-2013)

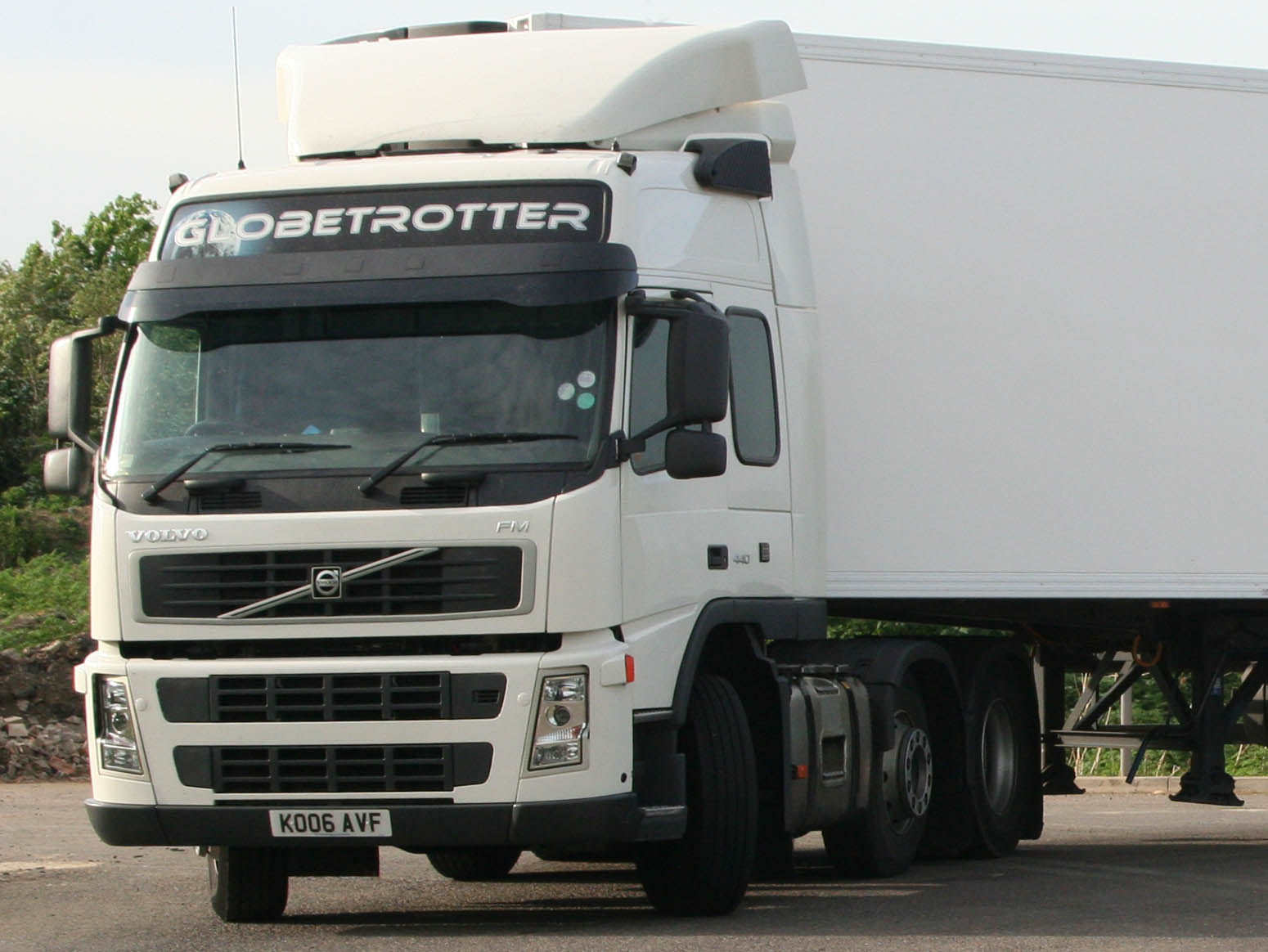
Volvo FM13 Globetrotter

Volvo FM другого покоління представлене в 2001 році паралельно з переглянутим Volvo FH. Окрім нового дизайну автомобіль замість 7- і 10-літрових двигунів отримав новий 9,4-літровий двигун D9A, а замість D12C отримав новий D12D. Ці 6-циліндрові 9,4- і 12,1-літрові двигуни отримали чотири клапани на циліндр, індивідуальні насос-форсунки, верхній розподільний вал і моторне гальмо VEB. Автомобіль отримав нову АКПП Volvo I-Shift та систему безпеки Volvo FUPS.

### Фейсліфтинг 2005
Восени 2005 р. фірма представила модернізований дизель D9B, який пропонується в трьох версіях за потужністю - 300, 340 і 380 к.с.
У жовтні 2005 р. на Амстердамському автосалоні відбулася світова прем'єра оновленого FM, паралельно з FH. Зовні мало що змінилося, автомобіль отримав новий 13-літровий D13A і 
6-циліндровий 12,8-літровий двигуа D13A, який замінив модель D12D. Для серії FM його потужність становить 400, 440 і 480 к.с. Новий силовий агрегат відрізняється зниженою масою (на 20-45 кг). У базовій версії обидва двигуни розраховані норми Euro-3, але з весни 2006 р. їх комплектували системою каталітичного очищення SCR, яка дозволяє у залежності від кількості вводиться в відпрацьовані гази аміачного розчину AdBlue регулювати їх на відповідність вимогам Euro-4 або Euro-5. Крім того, колишній 12-літровий двигун комплектується системою рециркуляції відпрацьованих газів (EGR), що дозволяє довести його до норм Euro-4. Моторне гальмо VEB+Volvo також була покращене і тепер воно пов'язане з функцією круїз-контролю. Автомобілі працюють з декількома типами коробок передач з числом ступенів від 5 до 14 (механічні, автоматизовані 12-ступінчасті I-Shift і Geartronic і повністю автоматична Powertronic), причому восени 2005 р. фірма представила принципово новий ряд більш полегшених і компактніших автоматизованих 12 - східчастих агрегатів I-Shift, розрахованих для роботи з більш високими навантаженнями.
Серія FM комплектується 9 типами провідних мостів і шасі, різними видами гальм і підвісок, у тому числі пневматичної з електронним регулюванням ECS. Вона має також ручне дистанційне управління, дозволяючи підтримувати постійний рівень шасі при різних навантаженнях. У залежності від типу підвіски, розмірності шин і виду рами сідельні тягачі з колісними формулами від 4x2 до 6x6 пропонують в 5 варіантах висоти розташування зчепленого пристрої (810-1200 мм), Вантажівки та шасі з колісними формулами 8х4 до мають 4 варіанти вантажної висоти (850-1200 мм).
Модернізована в 2005 р. рама витримує більш високі навантаження і краще пристосована до установки різних кузовів і надбудов. Високу безпеку автомобілів Volvo забезпечують електронні системи стабілізації руху ESP і керування гальмовою системою тягача і причепа EBS, на 25% скорочують можливість виникнення аварійної ситуації. Для роботи в різних сферах господарства фірма пропонує чотири види кабін - коротку з відсіком для дрібних речей, дві подовжені зі спальними місцями і найбільш зручну і багато оснащену Globetrotter з двома ліжками і внутрішньою висотою від підлоги 1930 мм. Кабіни обладнані анатомічними регульованими сидіннями і рульовим колесом, системою клімат-контролю, вдало сконструйованої панеллю приладів, численними речовими ємностями, місцями для установки радіоапаратури, холодильника і мікрохвильовій печі.
У 2005 р. фірма провела роботу щодо подальшого поліпшення ергономіки і підвищення комфорту наших кабін. З минулого року 2-вісні тягачі FM9 та будівельні шасі FM12 (8x4) комплектують системою контролю внутрішнього тиску в шинах кожного колеса ТРМ, яка застосовується на автопоїздах з максимальною кількістю коліс причепа до 16. Новинкою є також особливо міцний бампер для будівельних шасі, виконаний із сталі товщиною 3 мм, Фари з гратчастою огорожею, омивача і очисниками.

### Фейсліфтинг 2007
У 2007 році Volvo FM отримав новий двигун D13B з турбокомпресором VGT, який може комплектуватися Фільтром сажі. Найпотужніший варіант двигуна D9B був замінений на новий D11B потужністю 390 або 430 к.с.

### Фейсліфтинг 2010

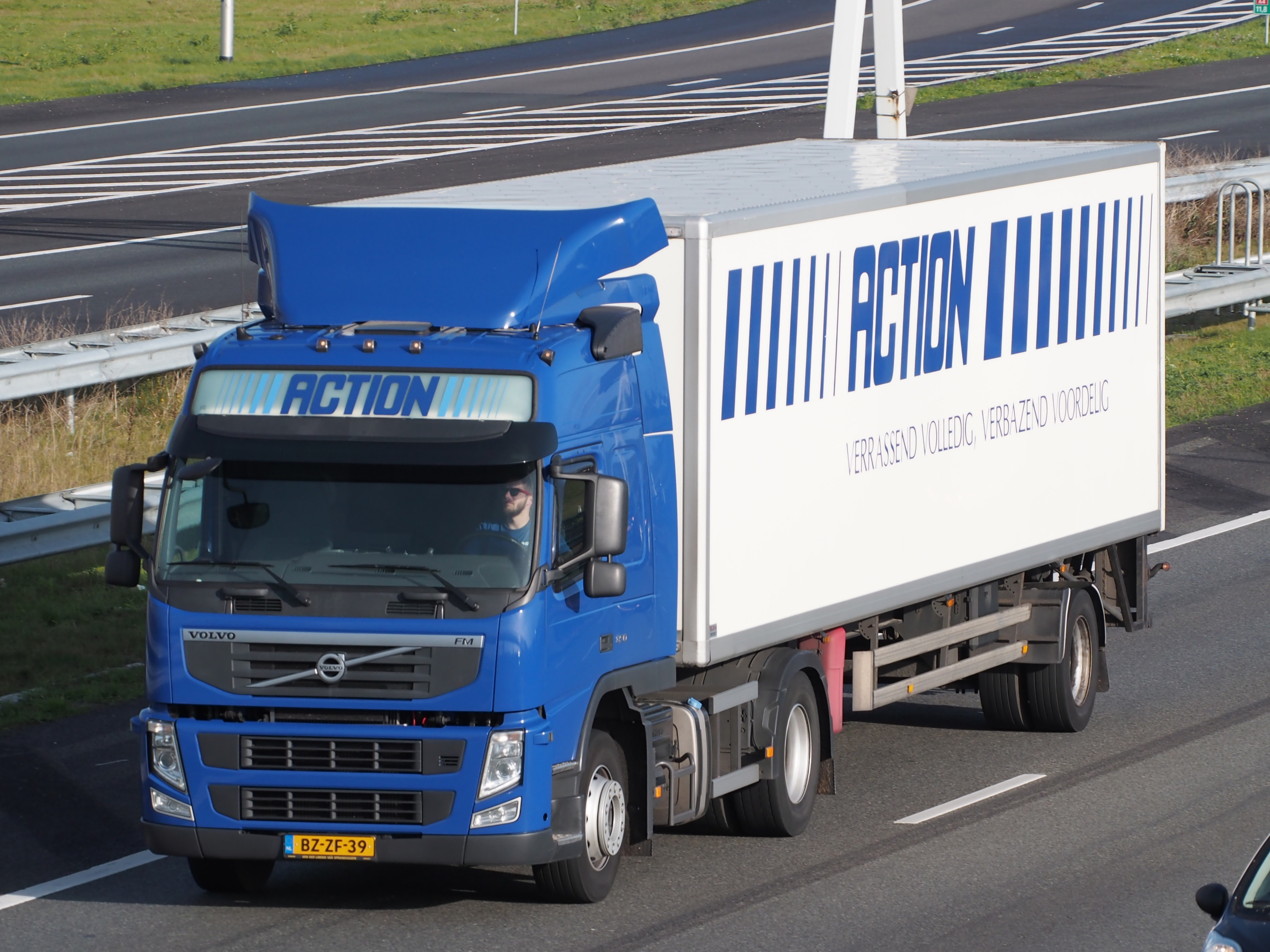
Volvo FM11

У 2010 році Volvo FM знову модернізували. Зовнішній вигляд було оновлено з використанням абсолютно нової решітки радіатора і потужних фар. Автомобіль замість двигунів D9B і D11B отримав новий D11C, двигун D13B, залишився, крім того з'явився новий двигун D13C потужністю 380, 420, 460 або 500 к.с. Колісна база коливається від 3 до 6,7 м.

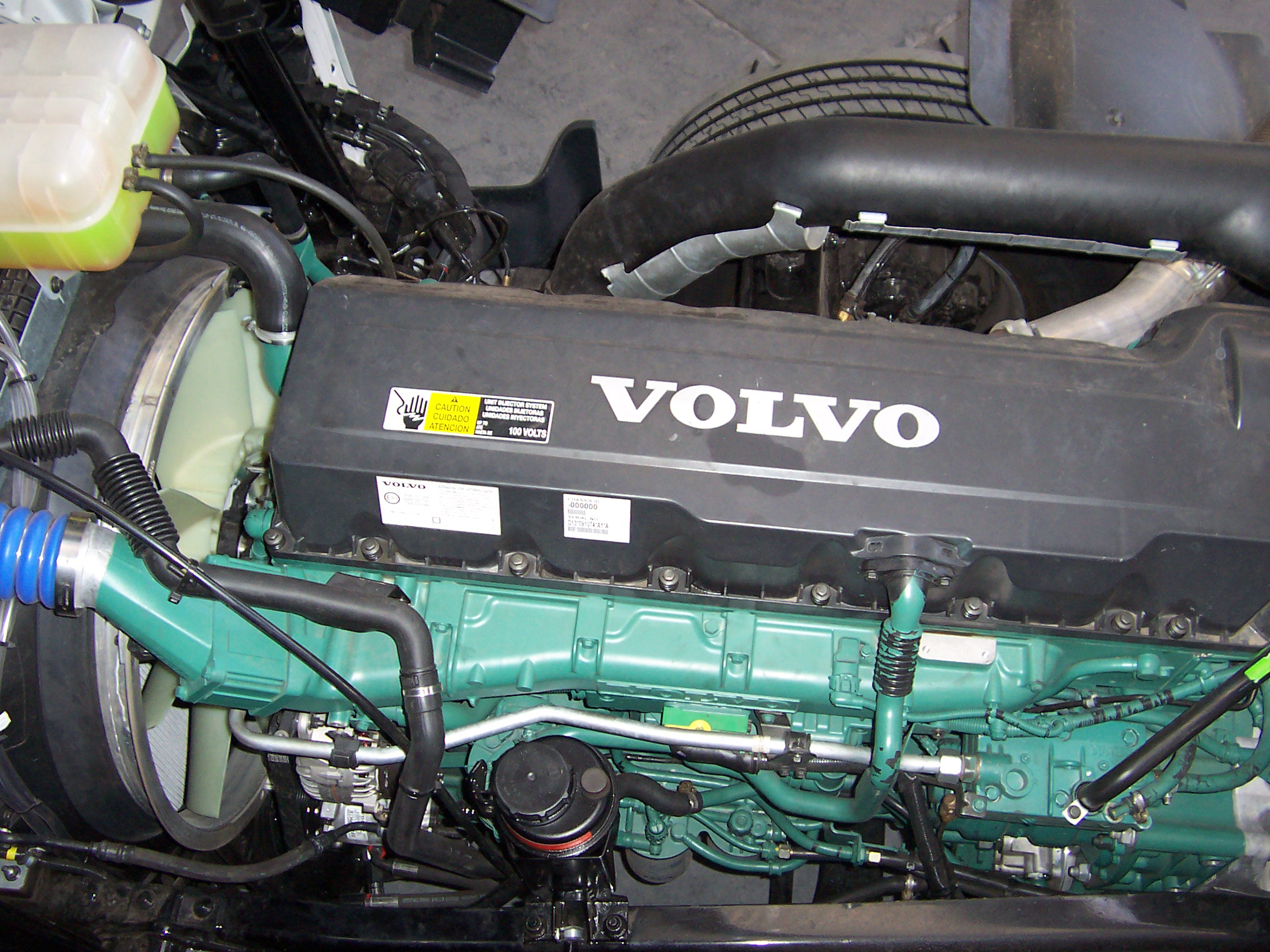
Двигун D13A

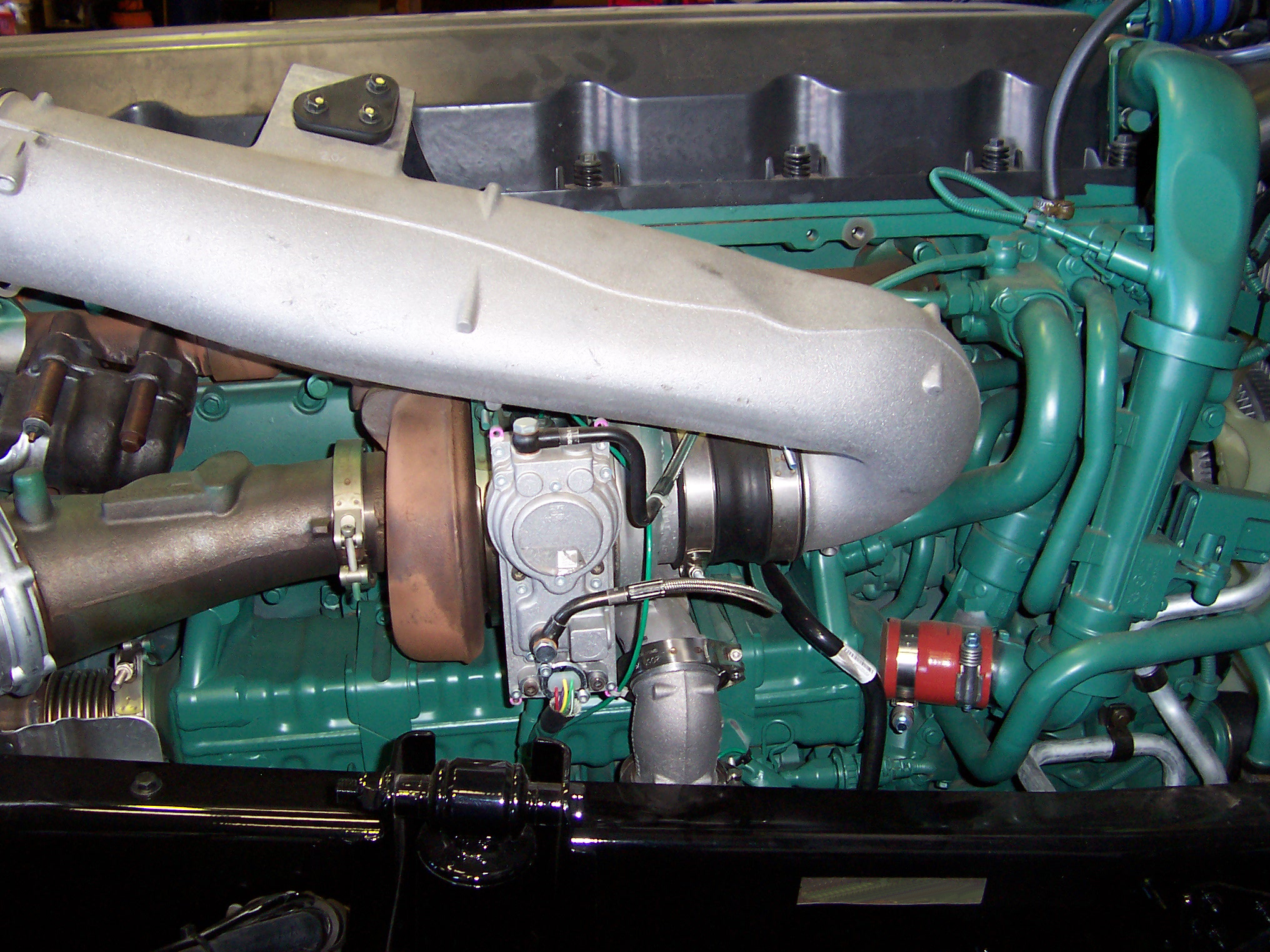
Двигун D13B

### Двигуни
- D9A, B 9,4 л потужністю 260-380 к.с.
- D12D 12,1 л потужністю 460 к.с.
- D11B 11 л потужністю 390 або 430 к.с.
- D11C 11 л потужністю 330, 370, 410 або 450 к.с.
- D13A 12,7 л потужністю 360, 400, 440 або 480 к.с.
- D13B 12,7 л потужністю 360, 400 або 440 к.с.
- D13C 12,7 л потужністю 380, 420, 460 або 500 к.с.

## Третє покоління (з 2013)

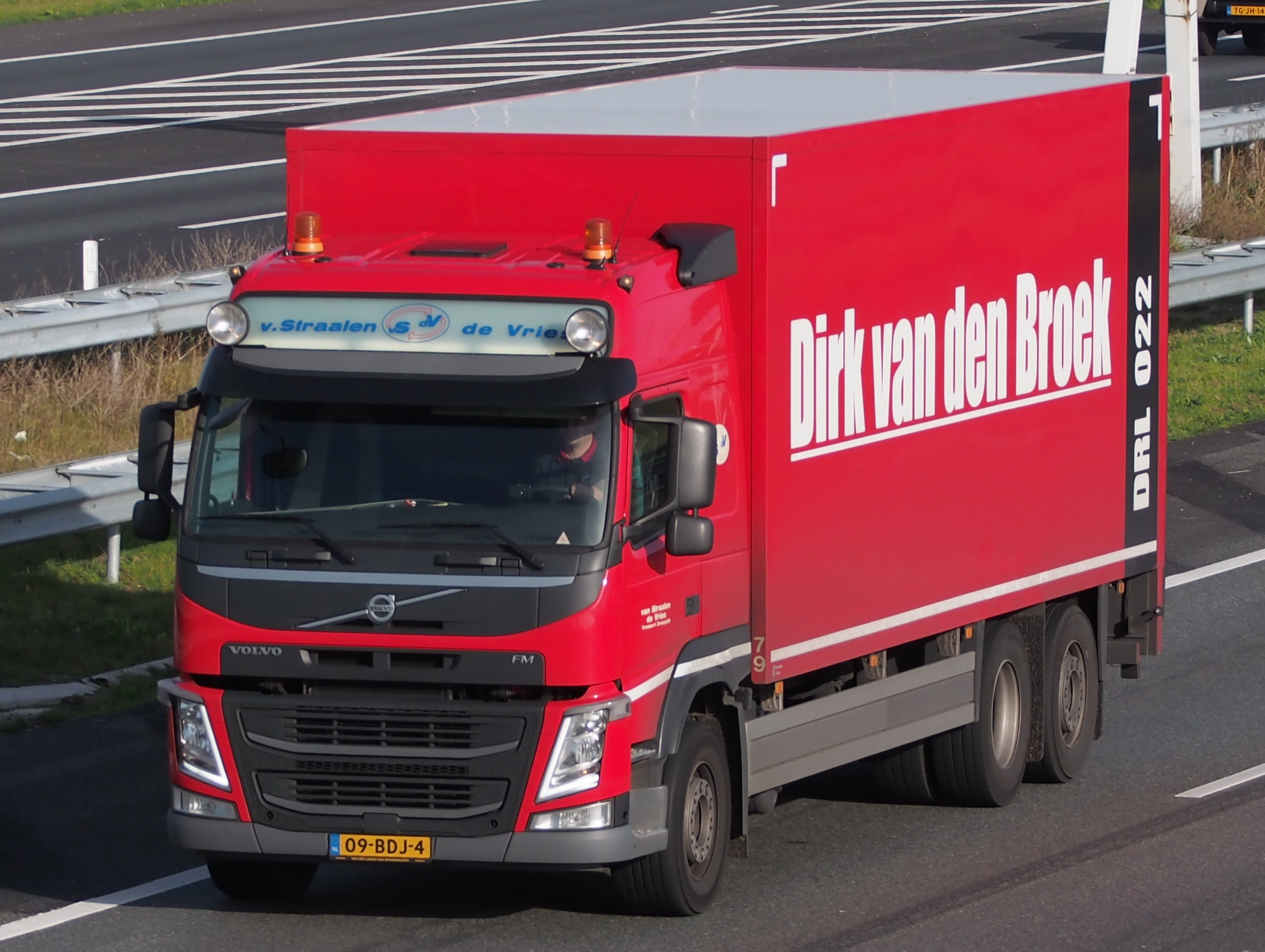
Volvo FM 3 (2013-2021)

В 2013 році компанія Volvo Trucks представила Volvo FM третього покоління. Структура кабіни нового FM залишилась тією ж, але компанія її модернізувала. Автомобіль отримав нові двигуни серії D11K та D13K, які відповідають вимогам Євро-6

### Модернізація 2021

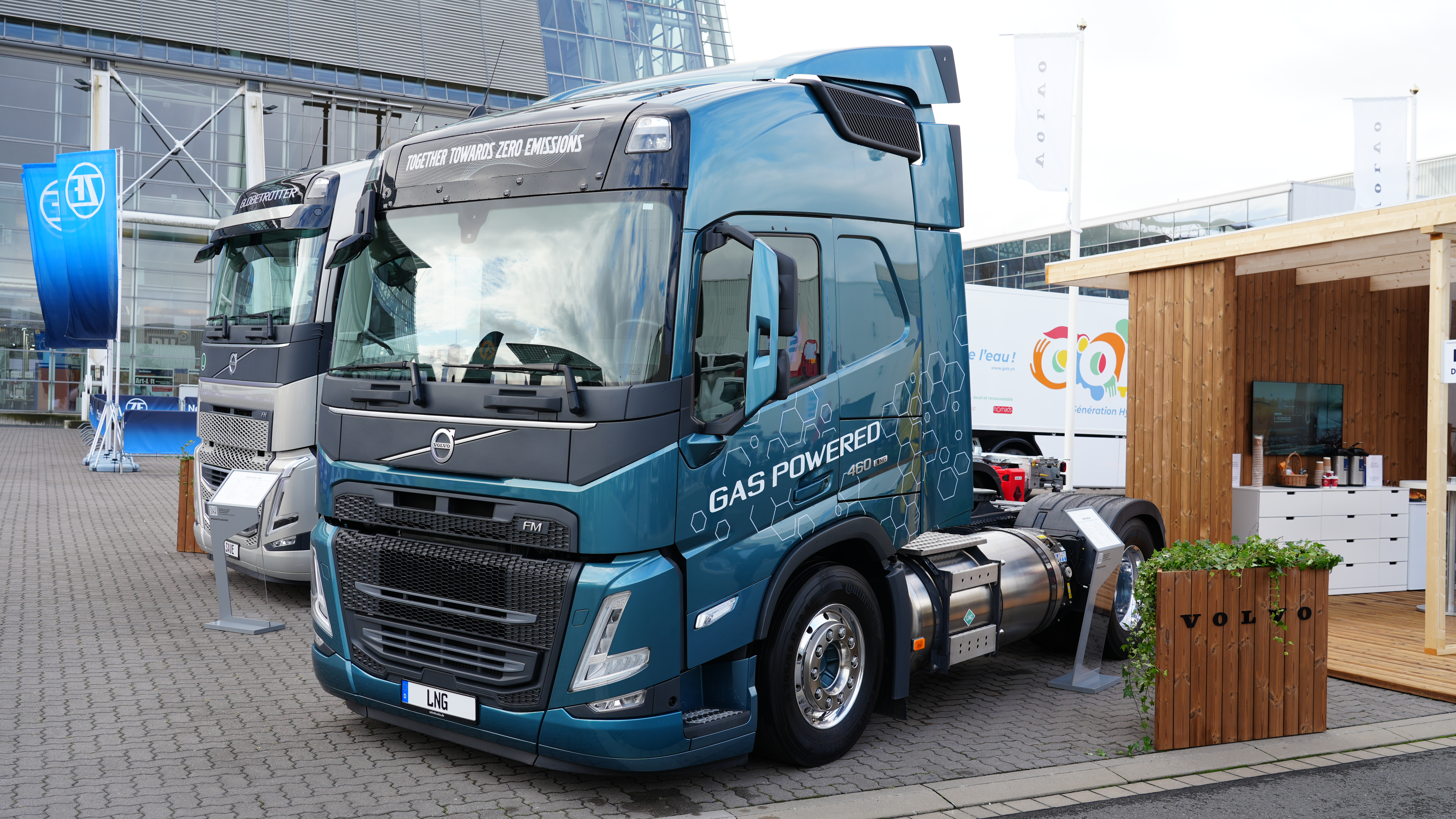
Volvo FM 460 LNG (з 2021)

Вантажівка отримала реконструкцію в 2021 році, зокрема, новий дизайн фар, оновлений інтер’єр, нові функції безпеки та поліпшення ефективності.

### Двигуни
| Двигун | Циліндри | Об'єм  | Потужність                             | Крутний момент              | Норми викидів |
| ------ | -------- | ------ | -------------------------------------- | --------------------------- | ------------- |
| D11K   | Р6       | 10,8 л | 243 кВт (330 к.с.) при 1600-1900 об/хв | 1600 Нм при 950-1400 об/хв  | Євро-6        |
| D11K   | Р6       | 10,8 л | 272 кВт (370 к.с.) при 1600-1900 об/хв | 1750 Нм при 950-1400 об/хв  | Євро-6        |
| D11K   | Р6       | 10,8 л | 302 кВт (410 к.с.) при 1600-1900 об/хв | 1950 Нм при 1000-1400 об/хв | Євро-6        |
| D11K   | Р6       | 10,8 л | 332 кВт (450 к.с.) при 1600-1900 об/хв | 2150 Нм при 1000-1400 об/хв | Євро-6        |
| D13K   | Р6       | 12,8 л | 309 кВт (420 к.с.) при 1400-1800 об/хв | 2100 Нм при 860-1400 об/хв  | Євро-6        |
| D13K   | Р6       | 12,8 л | 338 кВт (460 к.с.) при 1400-1800 об/хв | 2300 Нм при 900-1400 об/хв  | Євро-6        |
| D13K   | Р6       | 12,8 л | 368 кВт (500 к.с.) при 1400-1800 об/хв | 2500 Нм при 1000-1400 об/хв | Євро-6        |